# スリン
スリン (Suling) は、インドネシア、マレーシア、シンガポール、フィリピンなどで使用される竹製（タミアン竹）の縦笛もしくは横笛。インドネシア語ではserulingとも表記されるが、sulingはその短縮形。

## 概要

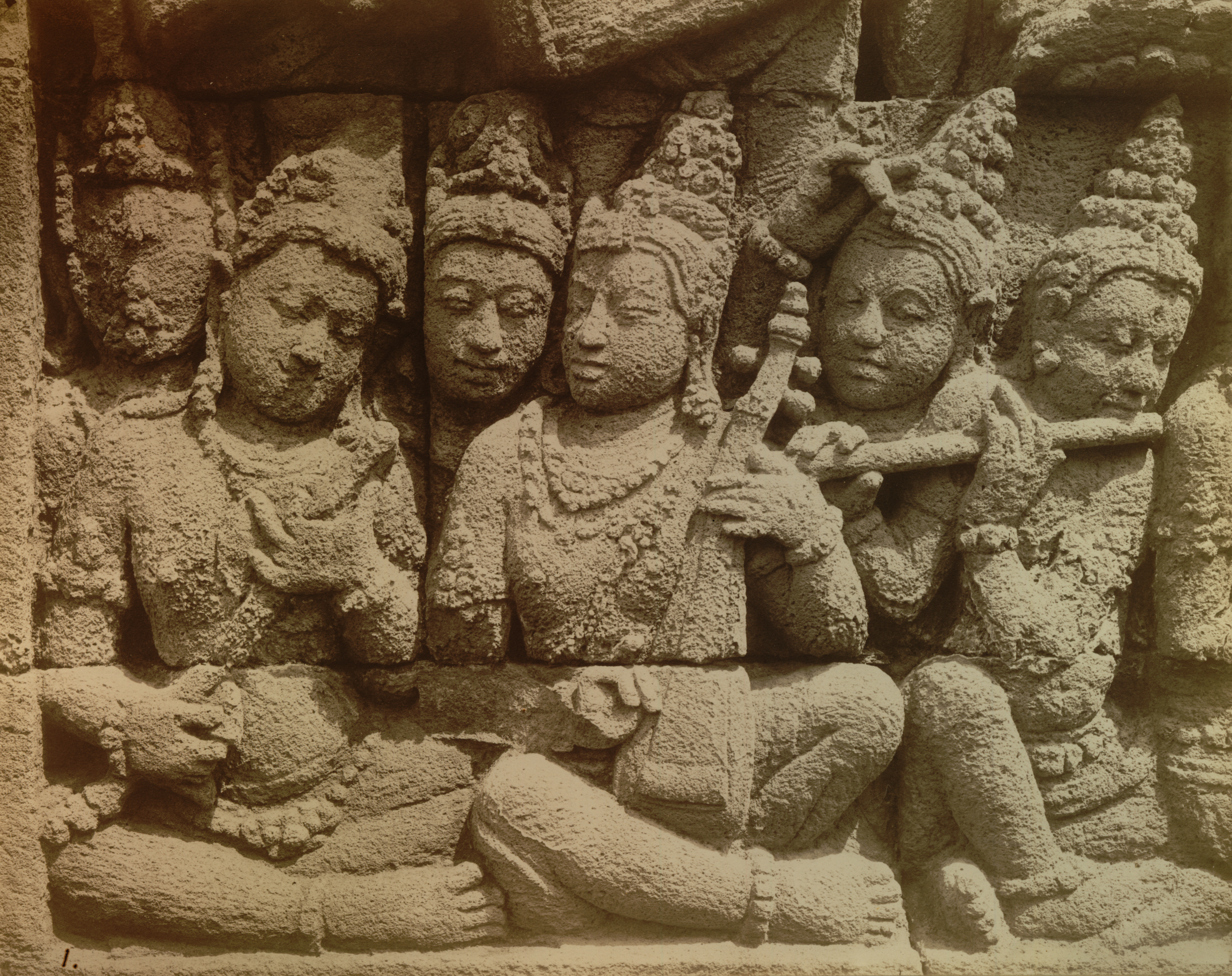
ボロブドゥールの壁画に描かれているスリン（横笛）

縦笛のスリンはインドネシアのスンダ（西ジャワ）、中部ジャワ、バリ島、のガムランアンサンブルなどで利用される。特に多用されるスンダ音楽では、カチャピ・スリンの主楽器であり、ガムランにおいて主旋律をスリンで奏でるガムラン・ドゥグンで使われる。バリでは、アンサンブルの中で鍵盤楽器の速いメロディに追従し、循環呼吸と呼ばれる特殊な呼吸法により切れ目無く演奏される。ジャワ・ガムランでは、曲の骨格の音を一定間隔で刻む楽器であるサロン、スルントゥムなどとは対照的な自由なリズムで演奏される。
インドネシアの大衆音楽ダンドゥットでは横笛のスリンが使われることがほとんどである。こちらも伝統楽器であり、哀愁のある音色はダンドゥットに欠かせない。
伝統的なスリンは竹製ではあるが、現在ではプラスチック製のものやアルミ合金製のものも存在する。

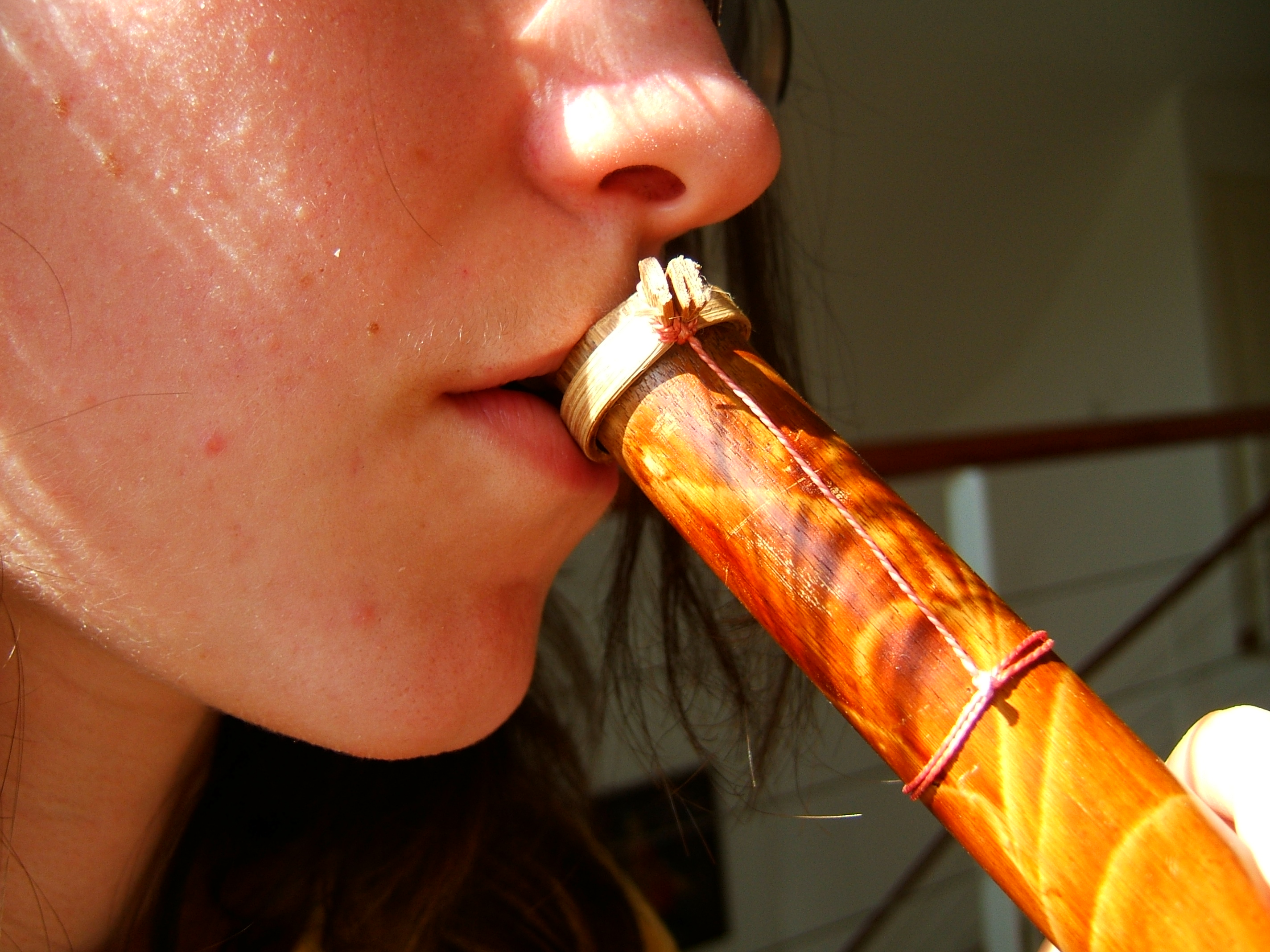
演奏時
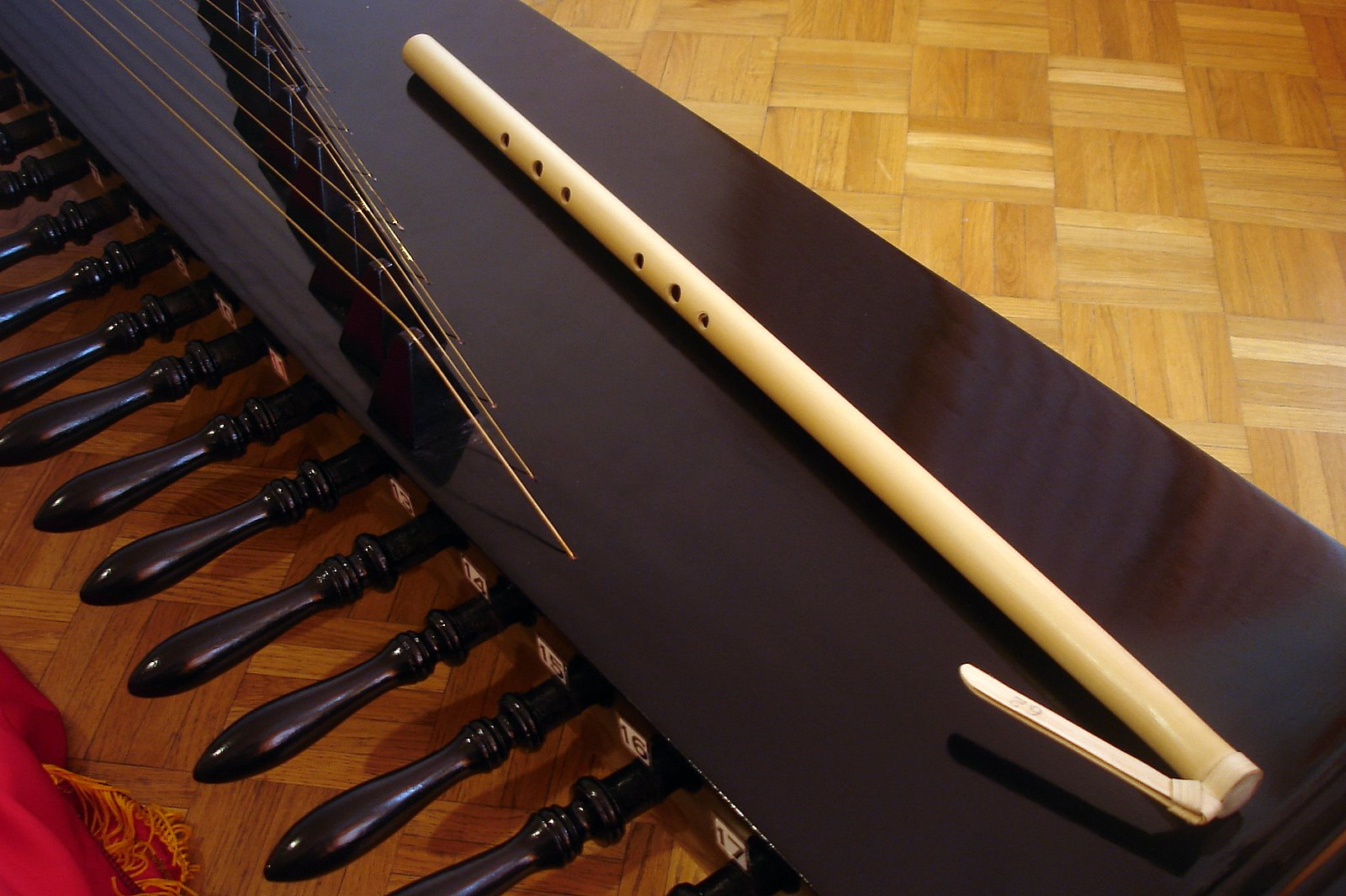
Kacapiとスリン
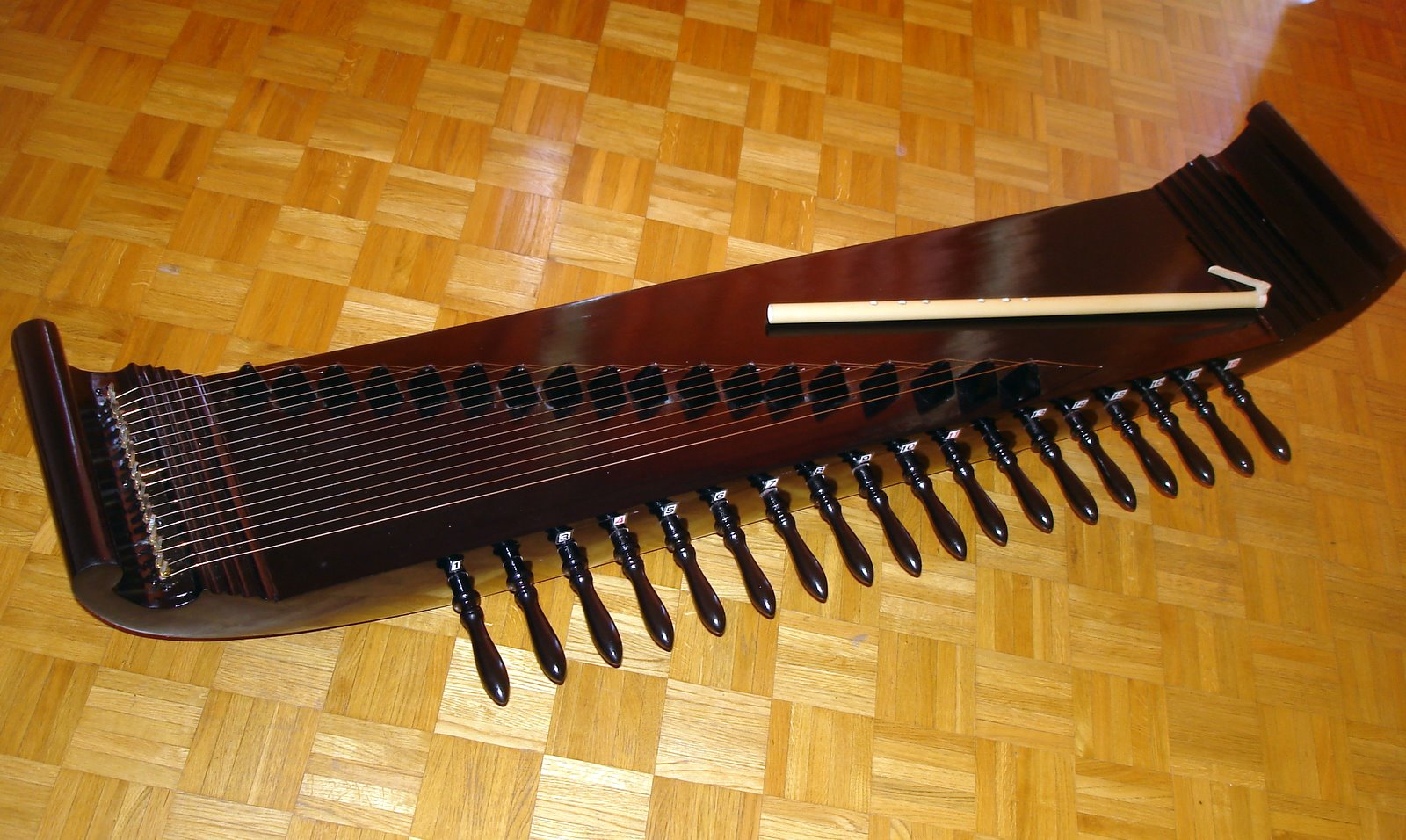
Kacapiとスリン（全体）

## 指遣い
これはスンダ・ガムランのための縦笛スリンの指遣いである。

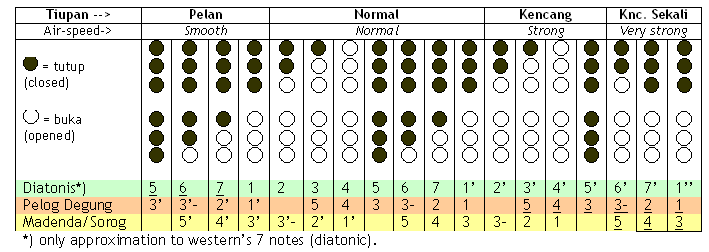
スンダ・ガムランのためのSulingの指遣い